# Вибори на окупованих територіях Донецької області (2018)
11 листопада 2018 року, в неділю, на окупованій території Донецької області відбулись вибори до Народної Ради і вибори Голови ДНР.
Вибори не були визнані жодною державою світу.

## Реєстрація кандидатів
У вересні 2018 парламент ДНР проголосував за проведення виборів голови та депутатів ради республіки 11 листопада 2018 року.
Призначити позачергові вибори глави ДНР на 11 листопада, призначити вибори депутатів народного ради на 11 листопада, — сказала на засіданні парламенту заступник голови народної ради ДНР Ольга Макєєва.

## Результати
Голоси виборців за кандидатів на посаду Голови ДНР розподілились таким чином: Пушилін Денис Володимирович — 60,85 %; Храменков Роман Олександрович — 14,2 %; Євстифєєв Роман Миколайович — 7,75 %; Медведєв Володимир Анатолійович — 6,5 %; Шишкіна Олена Миколаївна — 9,3 %; Недійсні бюлетені — 1,4 %.
У виборах до парламенту брали участь тільки дві політсили. Голоси виборців розподілились так: Громадський рух «Донецька Республіка» — 72,5 %; Громадський рух «Вільний Донбас» — 26,0 %; Недійсні бюлетені — 1,5 %.